# Mycaranthes hawkesii
Mycaranthes hawkesii là một loài thực vật có hoa trong họ Lan. Loài này được (A.H.Heller) Rauschert mô tả khoa học đầu tiên năm 1983.